# 新一軍印緬陣亡將士公墓
新一军印缅阵亡将士公墓（全稱：中華民國駐印軍陸軍新編第一軍印緬陣亡將士公墓，簡稱：新一軍公墓），位于中国广东省广州市天河区沙东街道濂泉路至广园东路區間，是國民革命軍陸軍新編第一軍全體官兵響應孫立人軍長的號召，捐款購地為陣亡戰友修建的墓園。
现为广东省文物保护单位，类型为近现代重要史迹及代表性建筑，公布时间为2015年12月。文物年代为1947年。

## 建造歷史

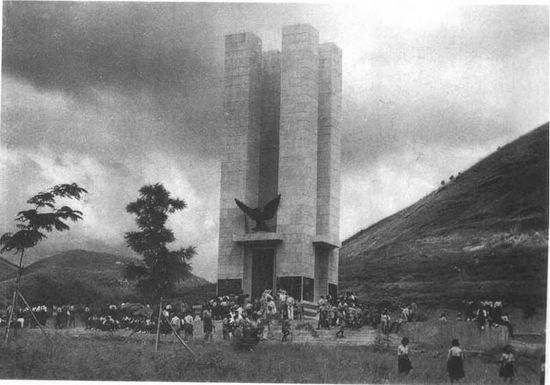
墓園中的四柱紀念塔

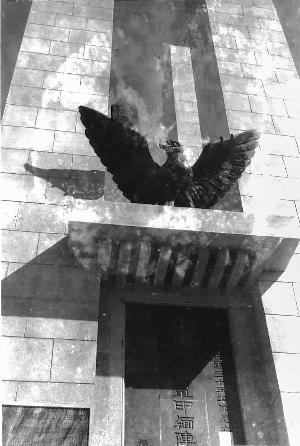
四柱紀念塔細節，可見銅鷹

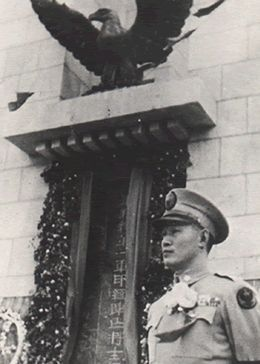
孫立人站在四柱紀念塔前。

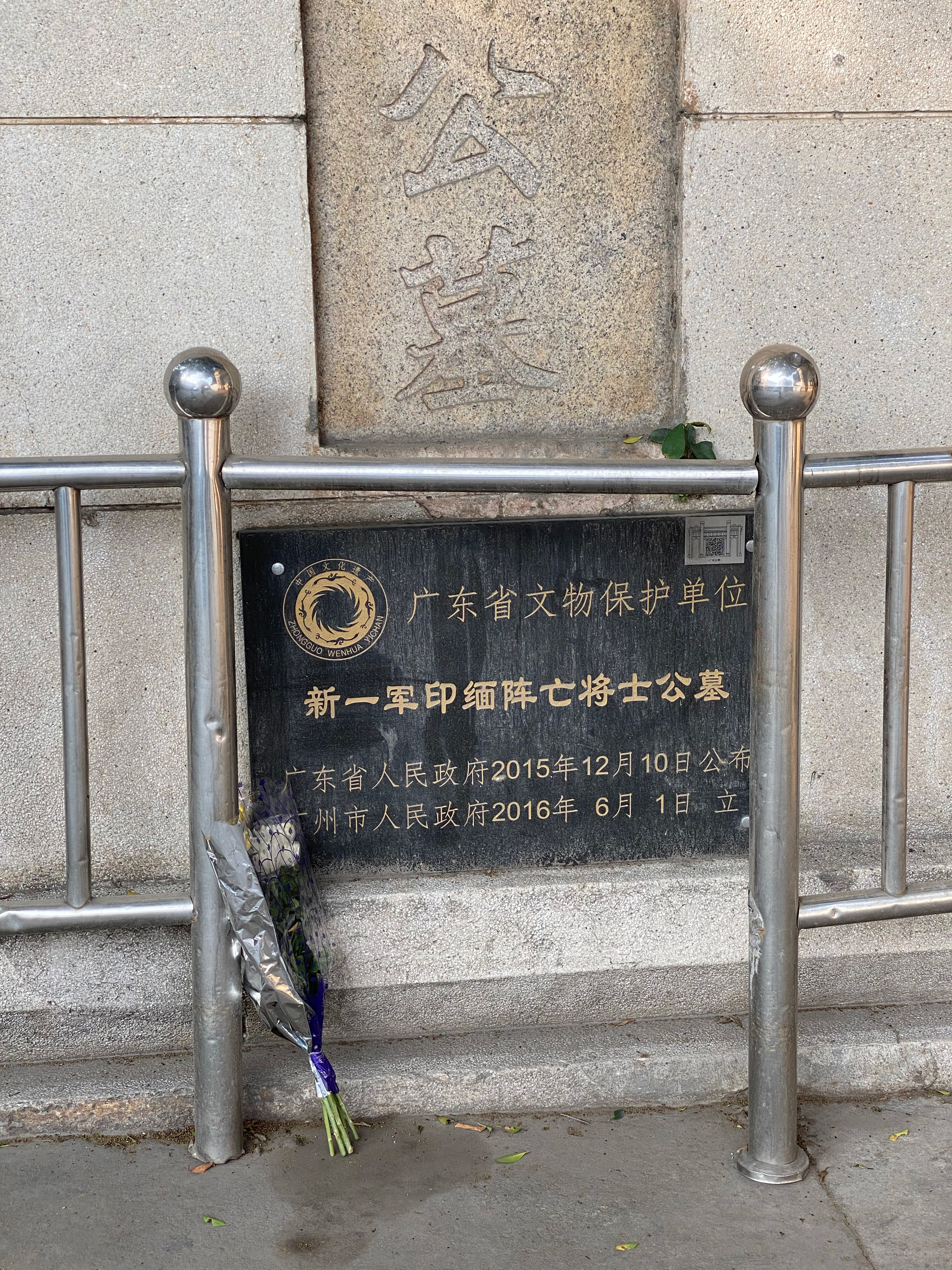
新一军印缅阵亡将士公墓东门楼标识，摄于2021年4月

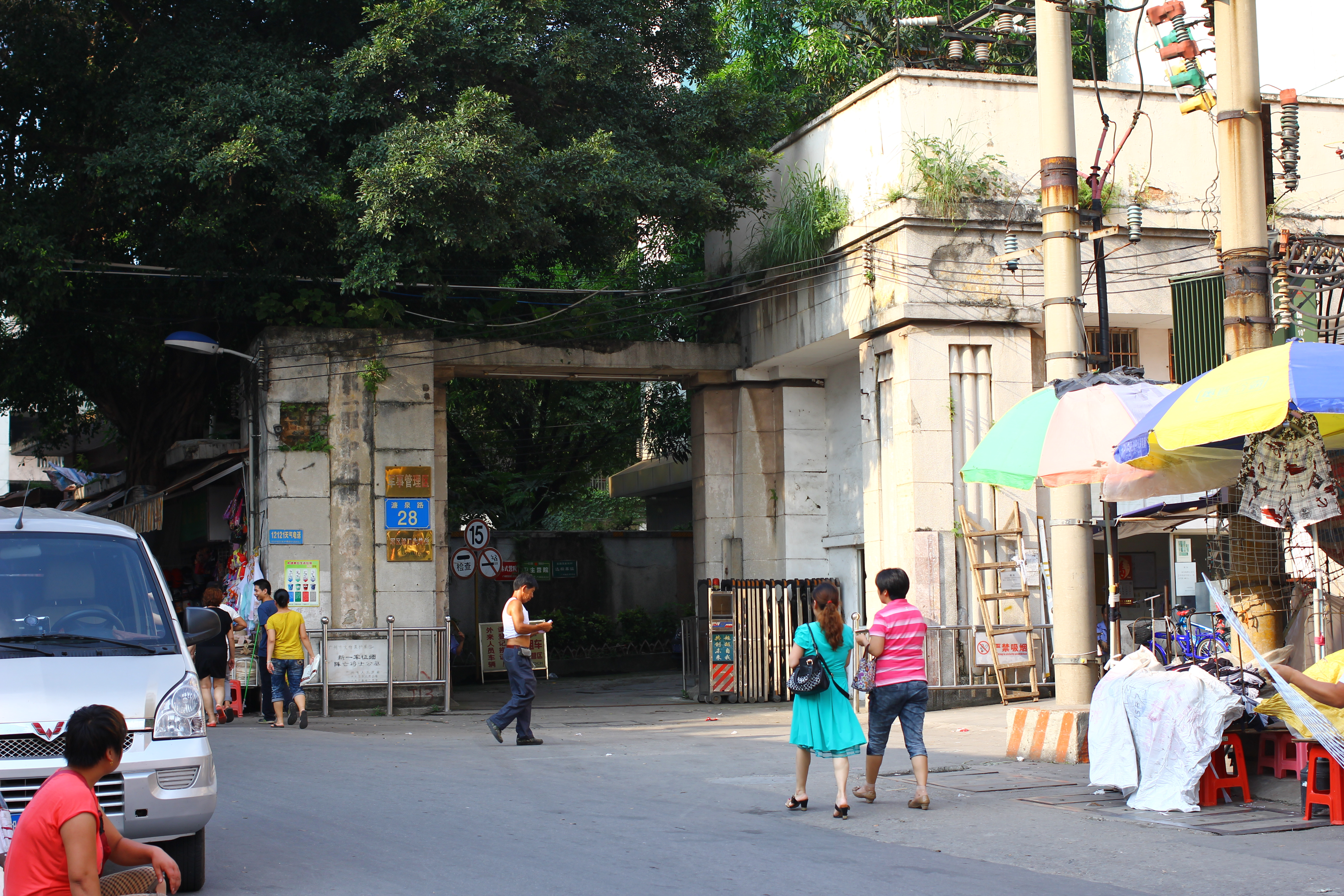
新一军印缅阵亡将士公墓东门楼。摄于2013年6月

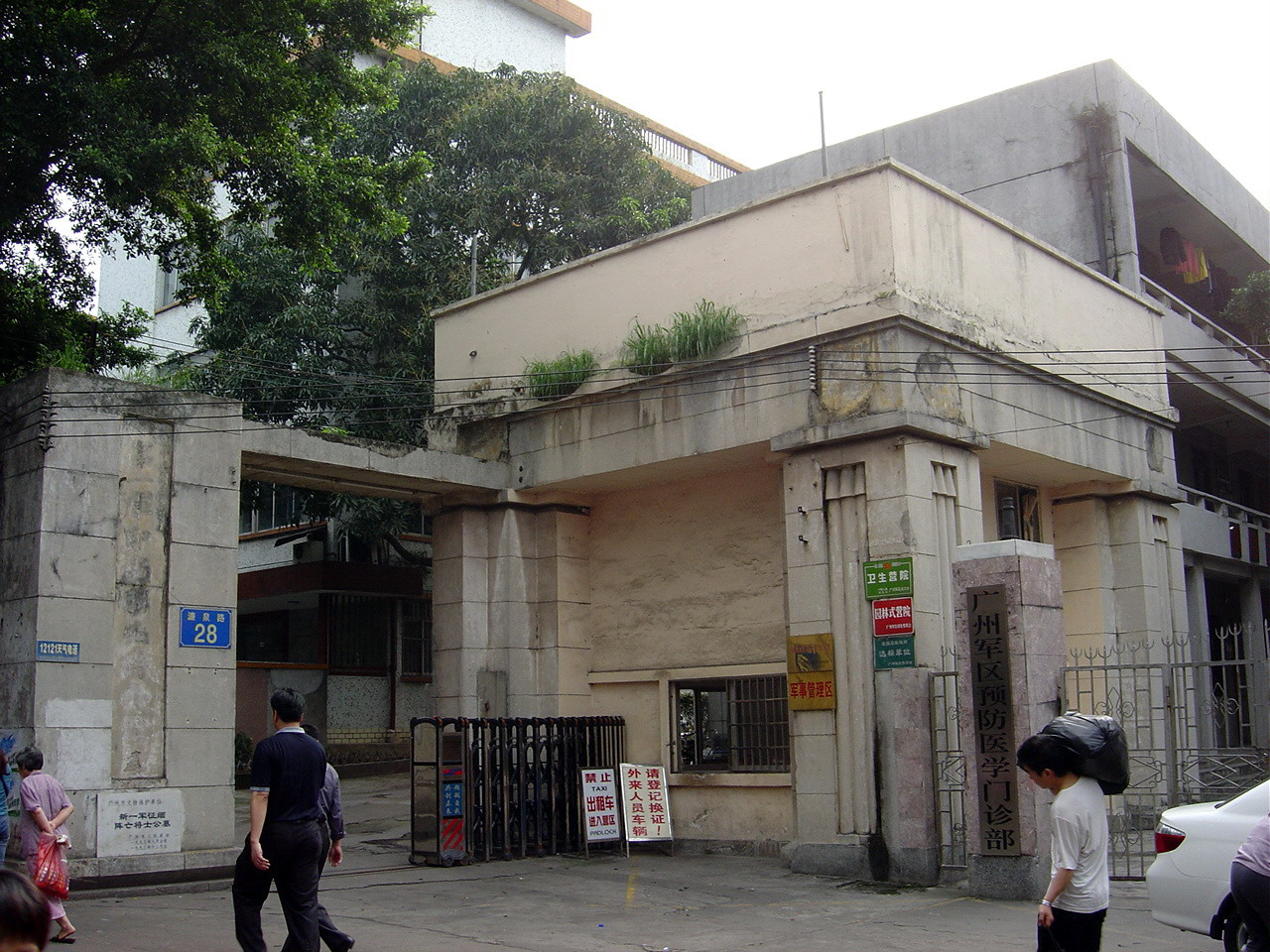
2009年的東立柱和東門樓

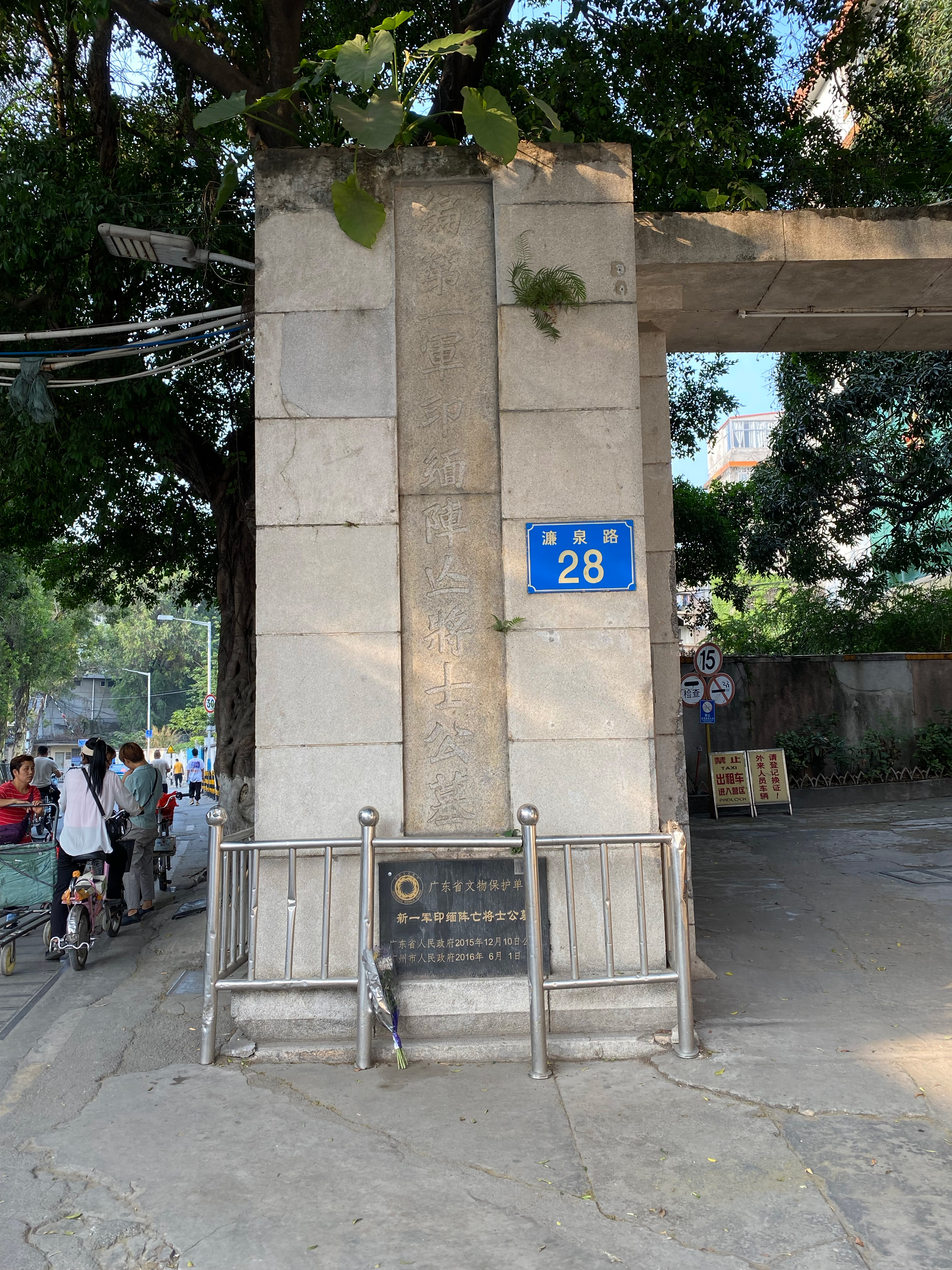
新一军印缅阵亡将士公墓东门楼，摄于2021年4月

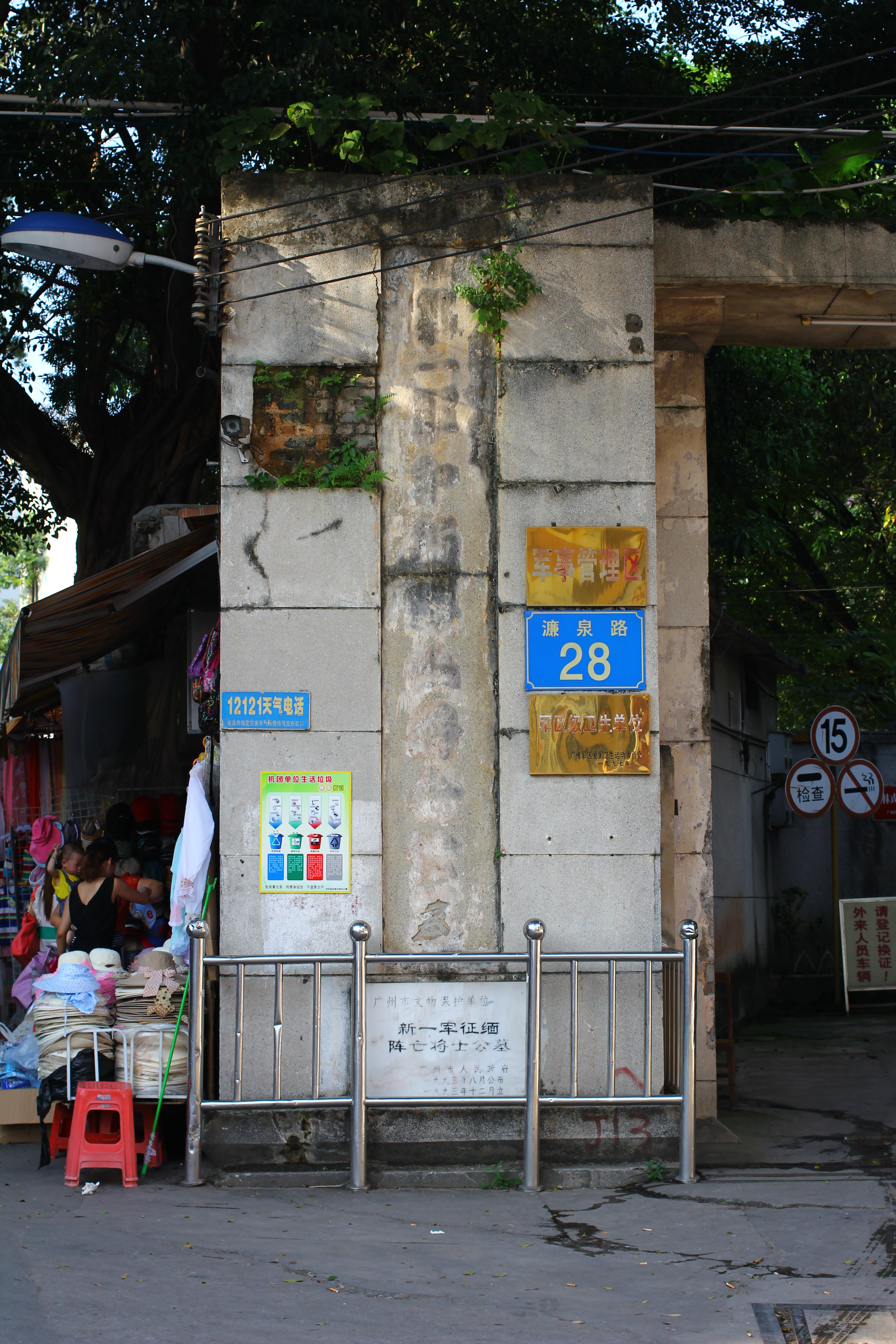
2013年的原公墓墓門東立柱。因破壞及沒有保養的緣故，孫立人所題的「陸軍新編第一軍印緬陣亡將士公墓」（陰刻），「陸軍新編」四字因立柱頂部「頂天立地」部分被推倒而一同消失，餘下的「第一軍印緬陣亡將士公墓」隱約可見。原墓門大牌坊範圍內，目前仍被某部佔用。

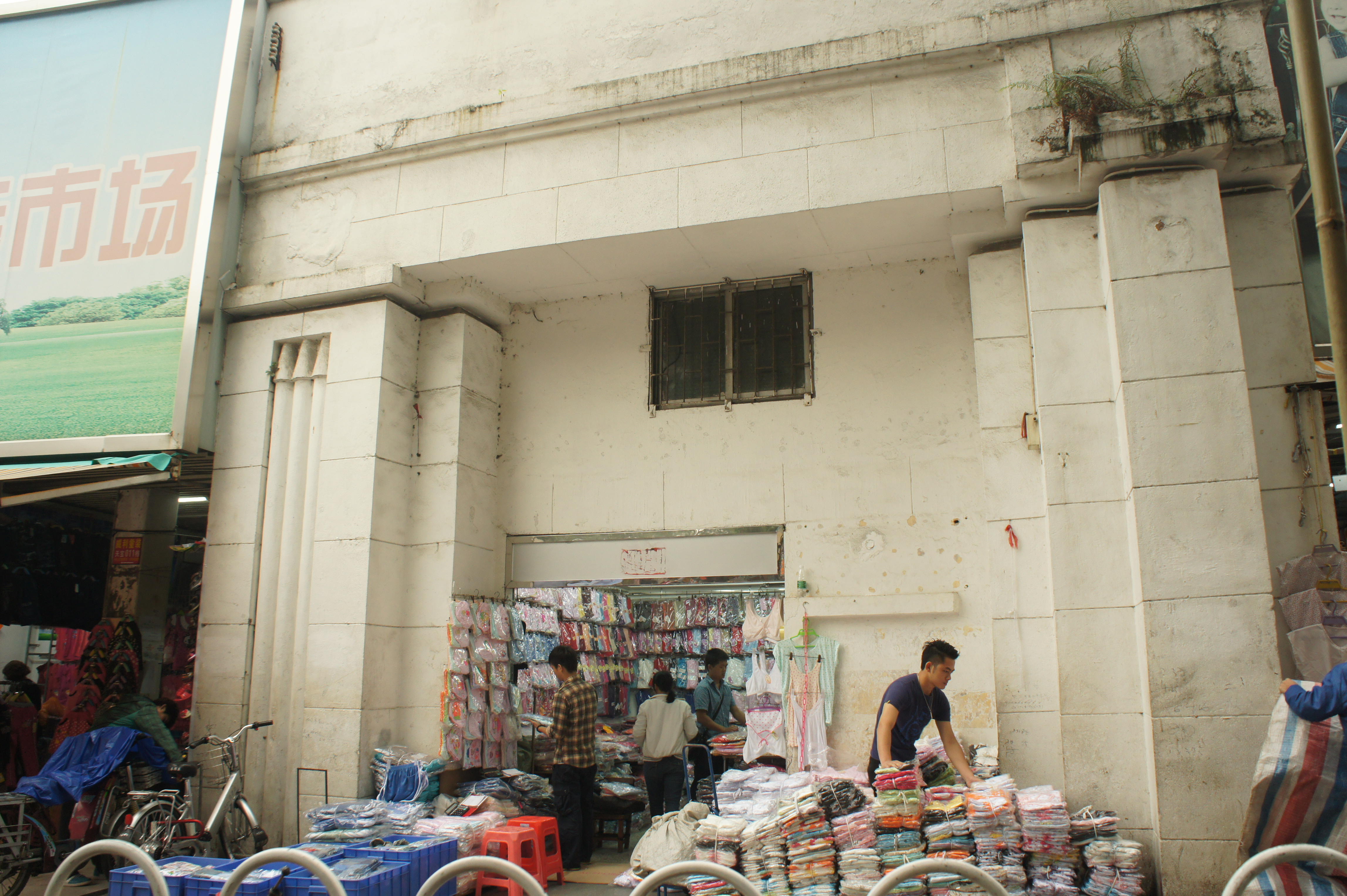
2013年的西門樓外部，被出租作為批發內衣的檔口。

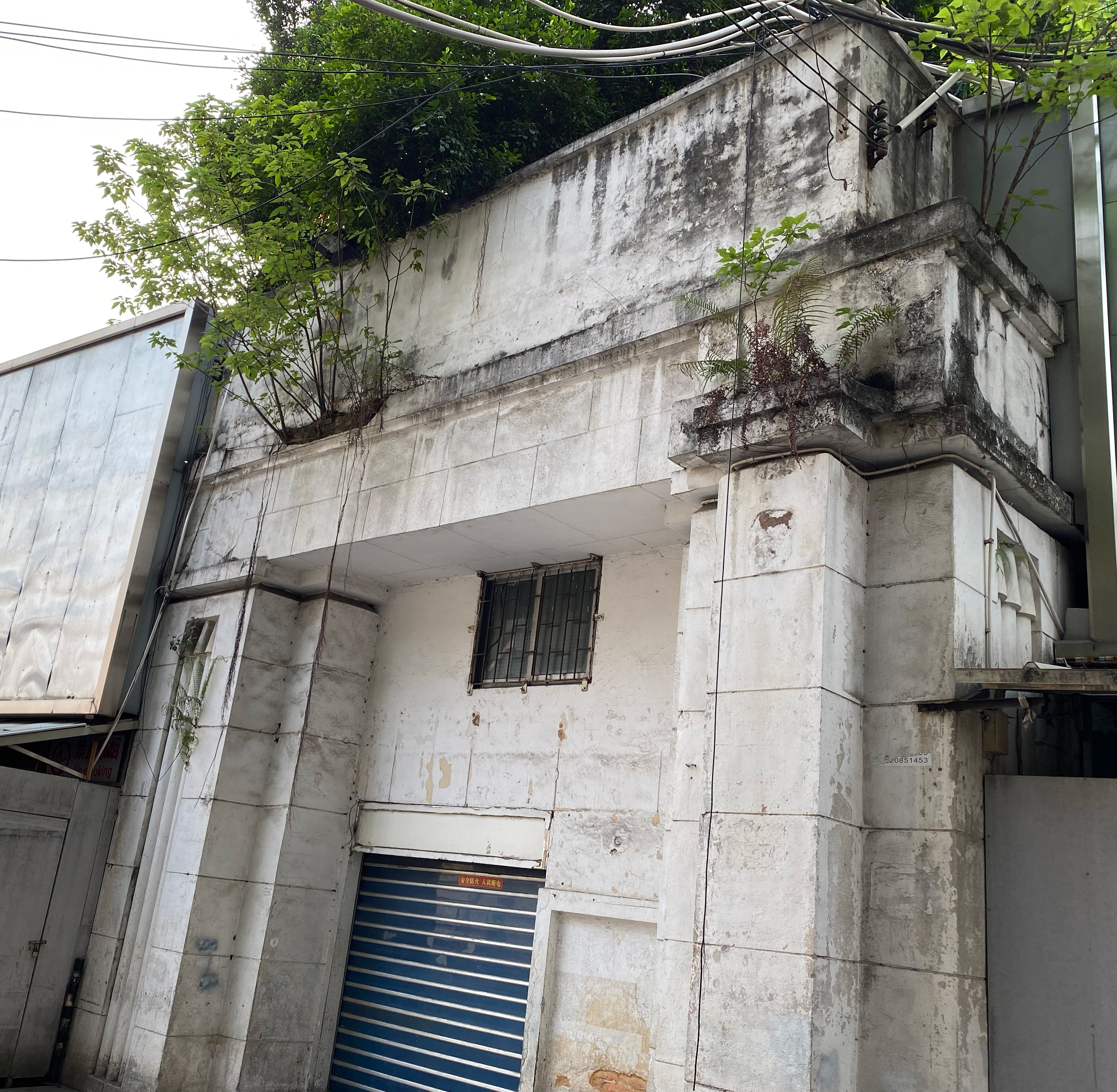
新一军印缅阵亡将士公墓西门楼，摄于2021年4月

民國卅一年（1942年），國民革命軍派兵進入緬甸助戰，惟因英軍潰敗，國軍遭日軍重擊。新卅八師師長孫立人率部退入印度，在蘭伽成立中國駐印軍新一軍，接受美式訓練。1943年，中國駐印軍新一軍反攻緬甸，打敗日軍。
民國卅四年（1945年）5月，孫立人率新編第一軍返廣西南寧，準備進軍東京。8月15日，侵華日軍投降。9月6日，新一軍奉命進入廣州，接受日軍第二十三軍投降。
同年9月16日上午11時，廣州受降典禮甫結束，新一軍軍長孫立人便指示李鴻將軍等，立即著手籌備建築新一軍印緬陣亡將士廣州公墓，並沿用印緬戰場上高空偵察的方法，三次乘坐軍用飛機，盤旋於廣州上空為公墓選址。孫立人解釋選址理由和經過：「廣州為革命策源地，國民革命之先烈墓園多在於是，爰議卜選佳城，以為異域成仁諸烈士歸骨之所，其已安葬於緬北密支那、八莫、南坎等地中國公墓者，亦各遵其遺囑，撿其骨灰，移葬於此，初以擇地不易，立人三作空中勘察」。公墓地址「前帶沙河，後依雲山，東北為第一師陣亡將士墓園，十九路軍滬戰殉國官兵公墓在其南，其西則黃花崗七十二烈士及朱執信廖仲愷諸先生之兆在焉。諸烈士得以與革命先烈比塚長眠，忠骨名由，而垂不朽矣。」
1945年11月5日，新一軍公墓奠基。墓園涵蓋馬頭崗南面的整幅向陽坡地，規模与原來的十九路軍墳場相當。孫立人委派黃至和楊一立兩人為廣州新一軍公墓的監工。並要日俘「以流汗換流血」，每日派600人輪流到沙河白雲山馬頭崗之陽，挖山移土開拓公墓用。前後共有5.6萬名日俘參加了廣州新一軍公墓的土石方工程。黃至與楊一立每日從沙面新一軍軍部駕駛吉普車至沙河新一軍公墓建築工地親自清點日俘到場人數。
楊一立說，當時新一軍有3個師外加1個直屬單位，合共5萬多人，每人捐出一個月的薪水，向廣州市地政局購地10.05公頃用以興建公墓。孫立人曾說，新一軍公墓的建筑經費，是由全軍將士「節衣食、省血汗」集體捐輸而來的。公墓的修建合共耗資法幣7000萬元。
中國駐印軍新一軍印緬陣亡將士的骸骨、骨灰收集地點，主要集中於緬北的胡康河谷、孟拱河谷，以及密支那諸主要戰場。各部隊、中國駐印軍留守人員，將收集到的新一軍印緬陣亡將士的骸骨、骨灰向孟拱河谷、密支那次第運送、歸攏集中。
1945年末至1946年初，孫立人將軍向美軍借用當時世界上最大的C47-2型運輸機（可搭載運送飛機的運輸機），多架次分批將印緬陣亡將士的骸骨、骨灰從密支那直接空運飛抵廣州。每架次C47-2型運輸機運載兩輛裝滿印緬陣亡將士骸骨和骨灰的軍用大卡車。飛機在廣州天河機場著陸後，裝滿印緬陣亡將士骸骨和骨灰的軍用大卡車便從機艙駛出，直接駛到新一軍公墓建築工地。負責現場監督公墓建築施工的楊一立親眼目睹。
民國卅六年（1947年）4月，公墓竣工。6月3日，新一軍駐穗人員在永漢戲院對面專營西餐的哥倫布酒店召開新聞發布會，秘書梅汝璇宣布了新一軍印緬陣亡將士公墓舉行落成揭幕典禮及公祭該軍陣亡將士等事宜，擇定在當年9月6日，即新一軍進駐廣州兩週年纪念日，舉行落成暨公祭典禮。
同年9月6日，廣州行轅主任張發奎、廣東省政府主席羅卓英、廣州市長歐陽駒、參謀處長華振中、參謀長甘麗初等官員、美國駐華大使館武官高文登中校暨廣州行轅全體官兵、廣州市警察訓練學校的師生、各界代表以及記者等約共2000餘人參加了新一軍公墓落成暨公祭典禮。典禮現場的場面極為隆重嚴肅，紀功亭周邊滿佈輓聯，公墓的核心建築四柱紀念塔，塔前祭壇點燃香燭，放置三牲果鮮花等物供奉。左右兩側，依次排列各界致祭之花圈。當日正午12時15分，典禮儀式開始。孫立人陪同張發奎和羅卓英步至祭壇。張發奎主祭並簡單致辭道：「印緬陣亡將士為國家抗戰流盡最後一滴血，吾人身為後死者，應卒勵自勉，完成先烈未竟遺志。」接著由羅卓英致辭。身著陸軍上將戎裝，裱襟三朵黃色鮮花的羅卓英說：「本人今天僅代表廣東全省民眾，為新一軍擇定廣州為該軍印緬陣亡將士公墓之建築所在地，表示謝意，並代表全省民眾，接受此種無上光榮的賜予……」隨後，孫立人報告了公墓擇建廣州的意義及經過，並公佈公墓共葬有1.7萬印緬名陣亡將士的遺骨。余俊賢則作來賓代表發言。末了，奏哀樂、鳴禮炮21響，中午1時30分禮成。
公墓在落成後，管理工作由新一軍獨自承擔，並無移交地方接管。
隨著1945年底廣州受降任務的完成，中國駐印軍新一軍的歷史使命也同時結束。嗣後，新編第一軍進行休整和擴充，成為國軍五大主力之一。由於中華民國國軍內部傾軋，1947年4月26日，孫立人被迫离開新一軍，接受新任命。同年9月6日的廣州新一軍公墓落成典禮，是孫立人遠赴台灣訓練新軍前，所要了結的一個心愿，也是其以原新一軍軍長的身份，在中國大陸的最後一次公開露面。落成典禮後，孫立人對留在公墓的從緬甸帶回來的大象隊中的最後三隻大象作出分配：兩隻（公象林旺和母象阿沛）帶往台灣，一隻送往黃花崗七十二烈士墓園供廣州市民觀賞。孫立人在离開後仍然記挂著公墓的管理。直至1948年6月23日，時為新七軍軍長的原新一軍新38師師長李鴻，還打電報向遠在台灣練兵的孫立人匯報：「廣州公墓管理費已請新一軍每月提前匯發。」

## 建築

### 概要

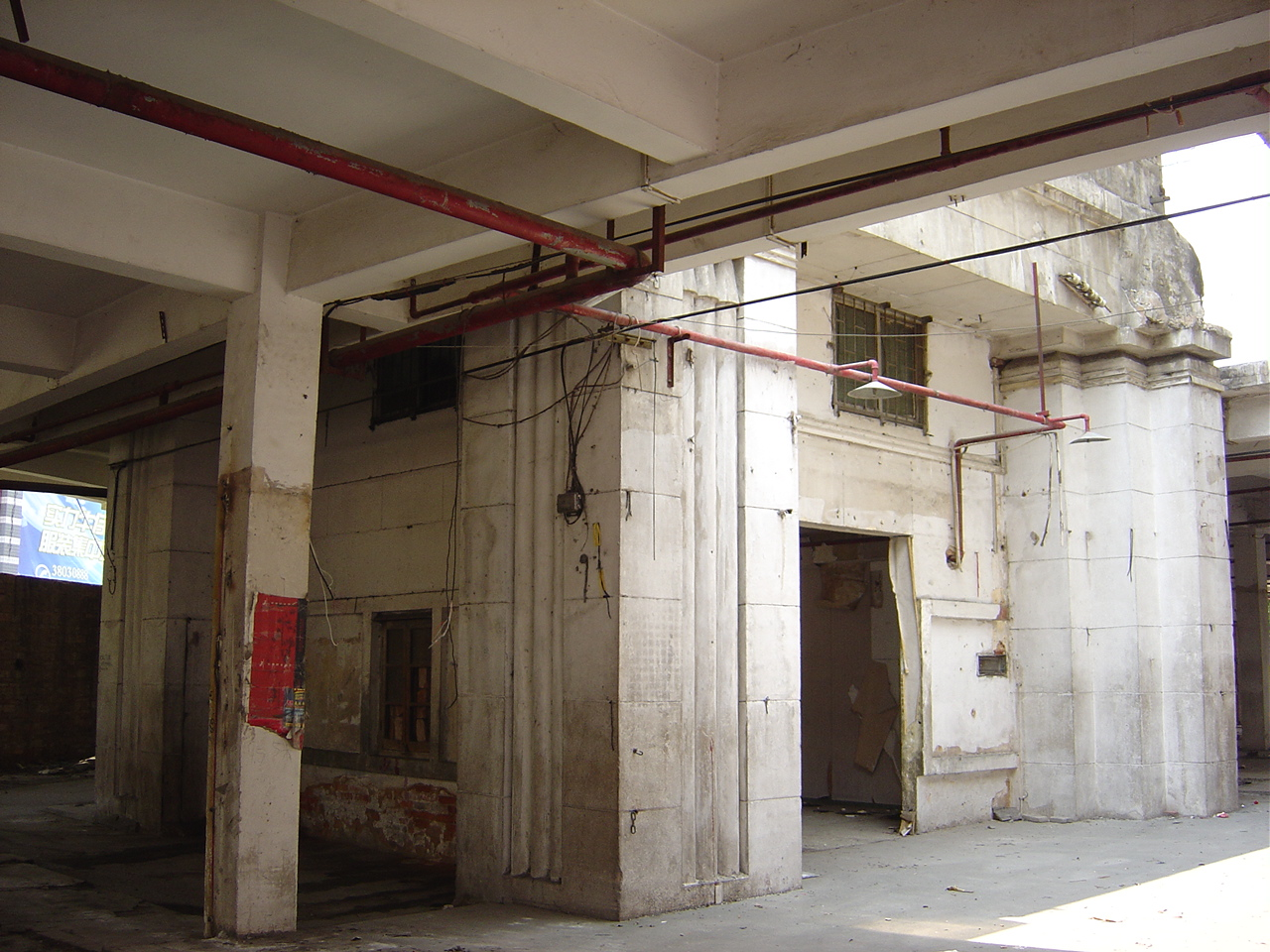
2008年的西門樓。

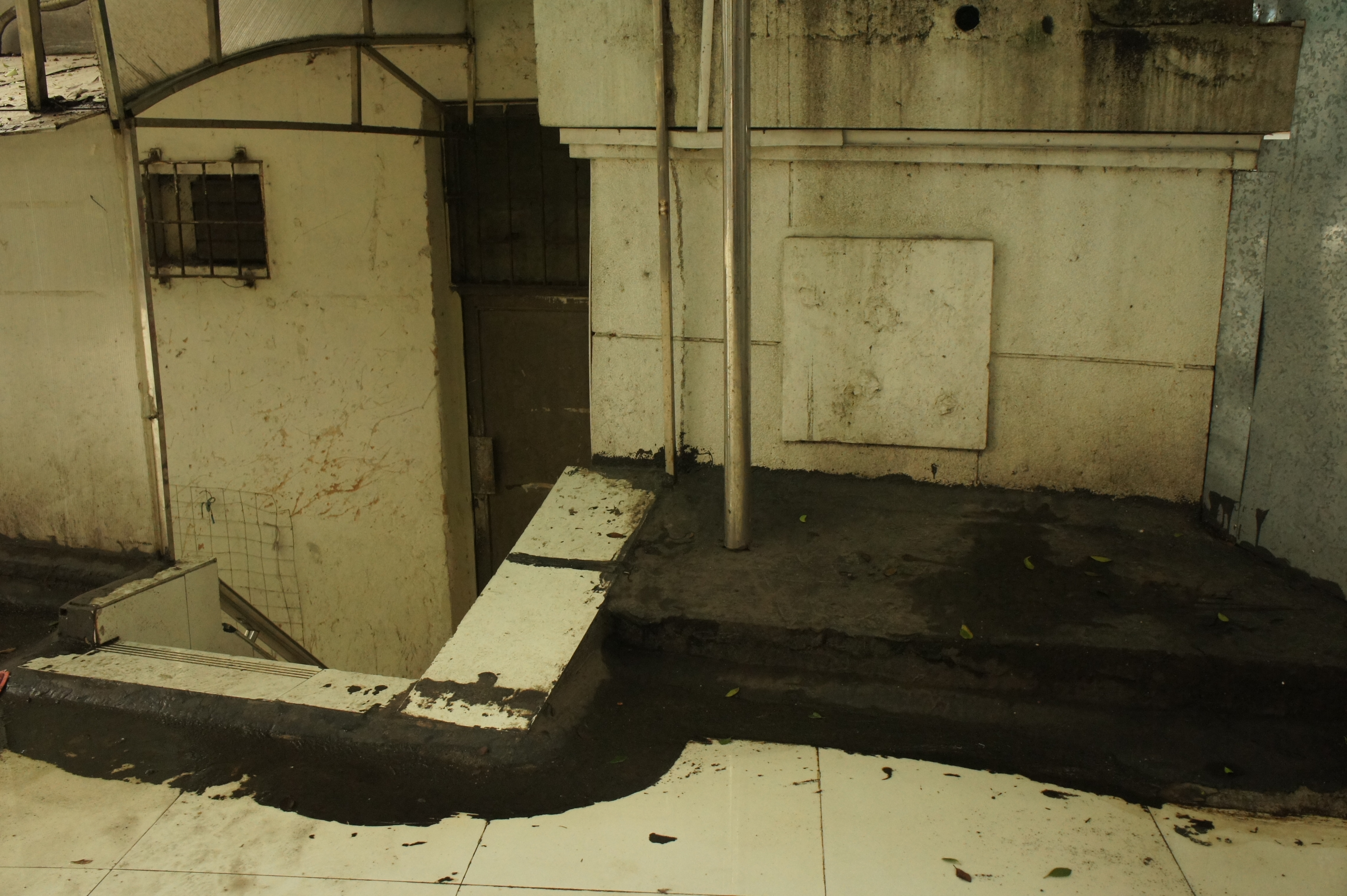
被僭建的西門樓頂部。

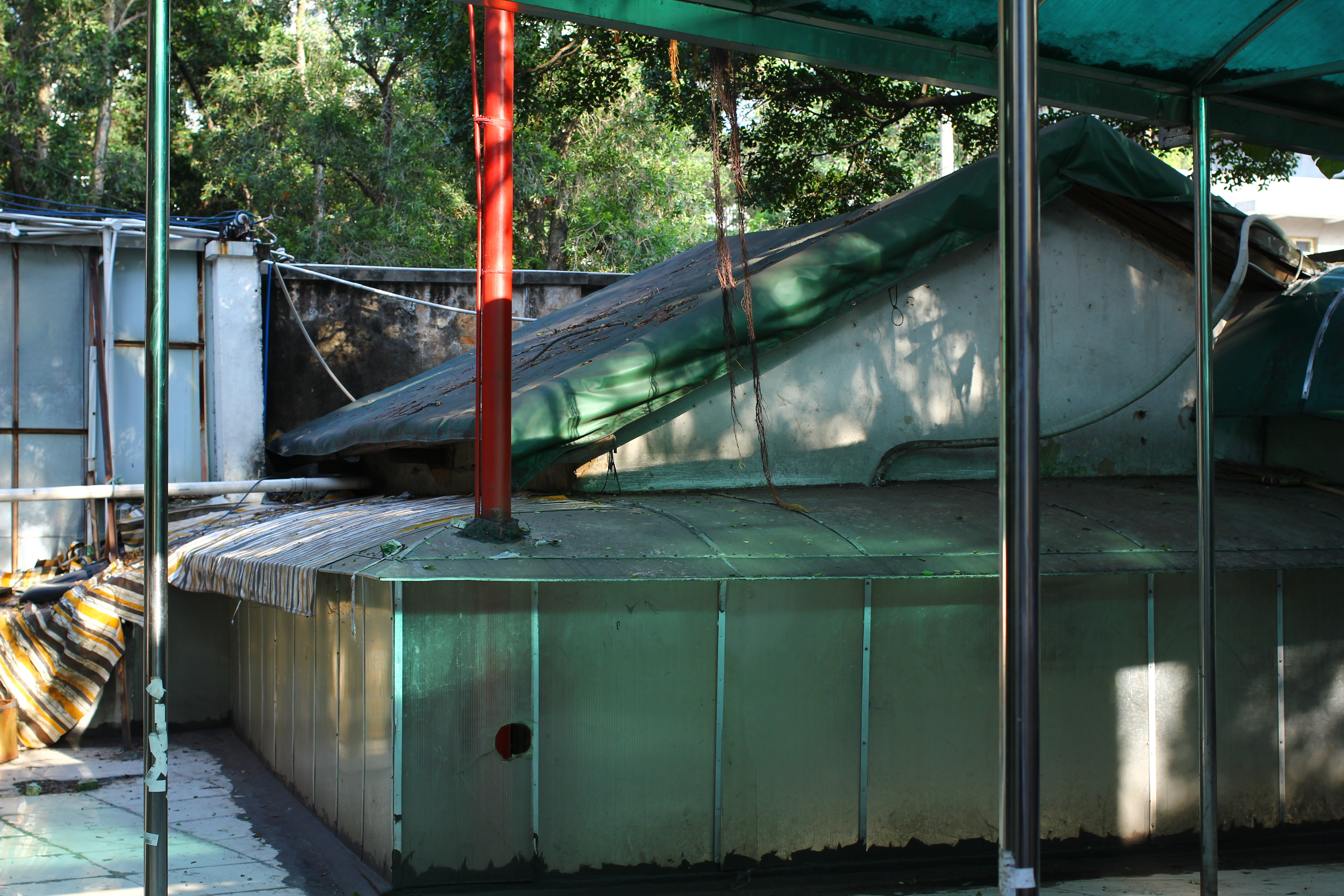
被僭建的西門樓頂部。

新一軍公墓的設計理念出自於孫立人。孫立人畢業於美國普度大學土木工程系，曾經親自為部隊設計過營房、營區、學校和軍官住宅。民國卅四年（1945年）9月，忙於受降工作的孫立人委託清華學堂校友過元熙建築師負責新一軍公墓的總體設計。
新一軍公墓選址位於廣州市白雲山馬頭崗之陽。原設計用地為120英畝，約合728.4市畝。實際購地10.05公頃。墓園南北長約300米，東西寬約350米。
過元熙建築師的設計圖顯示，公墓的建築物，多集中於墓園中西部，自北往南依次為四柱紀念塔、南北大墓道；花籃蓮池（花籃塘）－涼亭（墓道東側）、葫蘆魚池（葫蘆塘）－涼亭（墓道西側）；紀功亭（大墓道中央）；分體式三通道「帶河橋」（紀功亭以南）；緬甸大像石雕像（帶河橋南側東、西兩端）；5個石階大平台（石像以南）；最後一級平台緊接墓門大牌坊；墓門大牌坊正前方是一座大花壇；左前方則是一棟兩層的新一軍公墓衛兵宿舍樓。
自四柱紀念塔至墓門大牌坊的南北大墓道，是新一軍墓園的主軸線。設計上為了與西北－東南走向的馬頭崗垂直並與東北－西南走向的先烈路同向，公墓的墓道成東北－西南走向。 
墓園內還包括兩座賓館（西側賓館位於四柱紀念塔西北以外約100m處，即現今軍區加油站西北角。東側賓館位於四柱紀念塔東北以外約200m處，約在今軍區銀海港賓館處），一座紀念堂（位於四柱紀念塔東北以外約70m處），三幅公墓墓地（位於四柱紀念塔與紀功亭之間的南北大墓道以東地塊，三幅大墓地依據地勢呈三級台階分佈），一道西旁門（位於西側賓館西南約50米處，即現今軍區加油站西側與濂泉路交界處），西旁門後橋（此為橫跨帶河之上的單體橋） ，果園、菜園等。為整個墓園引水、排水及防禦見，環墓園中西部，築就一條「西北－西南－東南」走向的半月形人工壕溝，名曰「帶河」。
 

### 墓門大牌坊
墓門大牌坊由兩座門樓和一座牌坊所組成，東西跨度為30多米。門樓的設計融合了凱旋門和軍營碉堡式門崗的意念，簡潔、莊重而大氣。牌坊的設計則獨闢蹊徑，僅以兩段式的兩座方柱構成。方柱的下段兩內側，各塑有一尊頭戴鋼盔、手持衝鋒槍的新一軍士兵浮雕。設計師採用抽象的現代設計意念，把戰士浮雕塑成「兩段式」——上半身寫真，兩腿則抽象為石柱狀，與公墓大門牌坊柱墩凝結為一體。塑像浮雕全高約6米，其中上半身高約2米，抽象的腿部高約4米。
牌坊方柱的上段，為一副對聯，左聯（西立柱）爲「英魂長存」，右聯（東立柱）爲「頂天立地」。與聯下的兩尊凝結在方柱上的戰士塑像互為呼應。兩聯正下方是「陸軍新編第一軍印緬陣亡將士公墓」字樣。對聯和「陸軍新編第一軍印緬陣亡將士公墓」字，全部為孫立人所題書。曾有傳聞指該對聯爲蔣中正所題，聯曰「頂天立地，震古爍今」，為後來者的篡改。蔣本人只為新一軍公墓題了「勳留炎徼」四個字。

### 紀功亭
「花籃塘」與「葫蘆塘」南面有一座紀功亭。亭高約7米，黃色琉璃瓦，八角攢尖頂，純中國形式。該亭建於民國卅六年（1947年）春，正面懸掛蔣中正為新一軍公墓所題「勳留炎徼」牌匾。亭中豎立孫立人所題廣州新一軍公墓墓記。紀功亭同樣有一個梯級基座，八角形。在紀功亭東南側，於落成典禮後還加建了一個戰史室。 

### 四柱紀念塔

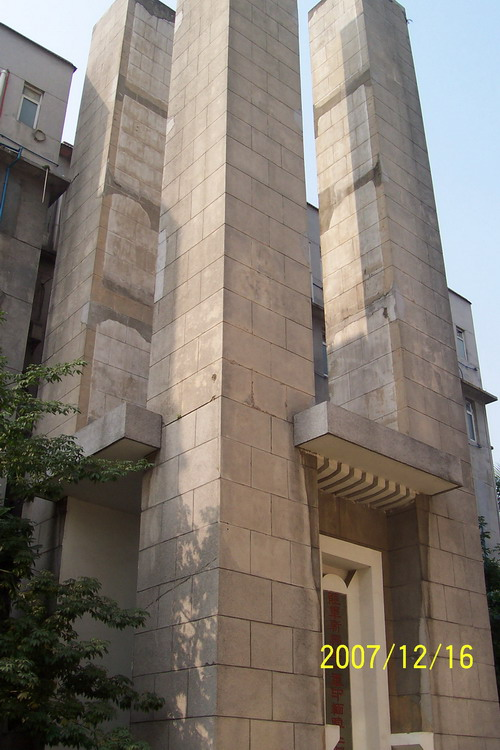
2007年的四柱紀念塔，「公廁痕跡」清晰可見。

公墓主體建築四柱紀念塔的俯視圖，是一枚由大、中、小三組共17個「十」字疊合而成的鐵十字勳章，其創立於1813年3月的普魯士，其時只有戰鬥中表示傑出的軍官能受勳。在二次大戰中德國打破傳統，修改了其頒發制度使無論軍官或士兵都可以被授予此章。
紀念塔分地上與地下兩段。地上自塔基至塔頂，高22.3米。地下部分高15.7米，全塔總高38米，寓意「中國駐印軍新一軍來源於新三十八師」。
紀念塔±00以上的底層塔基基座是一個由9級台階組成的大「十」字階梯台基。大「十」字階梯台基的四個凹角位分別矗立著一個正方形柱墩，從而形成了一個邊長約45米的正方形台基。在這個大「十」字基座之上，疊加了一個由4級台階組成的中「十」字台基。在中「十」字台基之上，是一個由4層疊石組成的、緊貼四柱紀念塔塔體底部四周的小「十」字台基。大、中、小三層共17個「十」字。 「17」寓新一軍在印緬反法西斯戰場連續作戰17個月，創世界軍事史之最之意。
紀念塔塔身為四根頂天立地的清水鋼筋混凝土方形石柱，意蘊新一軍的軍訓：義勇忠誠。同時代表中國駐印軍新一軍的三個師和一個直屬部隊。四根柱子的平面邊長是2.23米，柱子之間的間距也是2.23米。
紀念塔中部屹立著一隻巨大的展翅銅鷹。銅鷹是用作戰中使用後的砲彈殼熔鑄而成，重達1.6噸、高8英尺（2.44米）、長10英尺（3.05米）。孫立人在《碑記》中說：「紀念塔上矗立之銅鷹，重逾千斤，其銅料則由庫存戰時所集砲彈殼熔化而成」，是「一極有價值之珍貴紀念品。」
銅鷹腳下四柱之間的塔心為陣亡將士骨灰安放室，四外立面以大理石封閉——南面鑲嵌著一塊長約4米，寬約0.6米的遼寧青石紀念碑，上用隸書鐫刻「陸軍新編第一軍印緬陣亡將士紀念塔」16個大字，工整端方，力透石背。北面鑲嵌著孫立人所題碑記。東、西兩側以及紀念塔根部四周，則鑲嵌著刻有新三十八師副師長齊學啟等4543名中國駐印軍新一軍印緬陣亡將士名字的大理石碑刻。
紀念塔±00以下，構築有一個6.69米×6.69米×15.7米，容積為703立方米的豎井墓穴。紀念塔的四角，就在豎井墓穴的四角之上。陣亡將士的骸骨、骨灰就排放在豎井墓穴之中。據楊一立回憶，印緬抗戰陣亡將士骸骨、骨灰是用美軍專用的黑色屍袋包裹裝殮。全部整齊地排放在四柱塔下的豎井墓穴中。用鋼筋混凝土密封豎井墓穴後，才繼續建築±00以上的紀念塔。由於此豎井墓穴另設暗道機關，至今未被發現、未遭破壞。
在紀念塔的東側，孫立人為自己預留了一塊1.5米×3米的墓地。孫的遺言是，死後不進國家忠烈祠，要與印緬陣亡將士同冢長眠。

## 破坏与现状

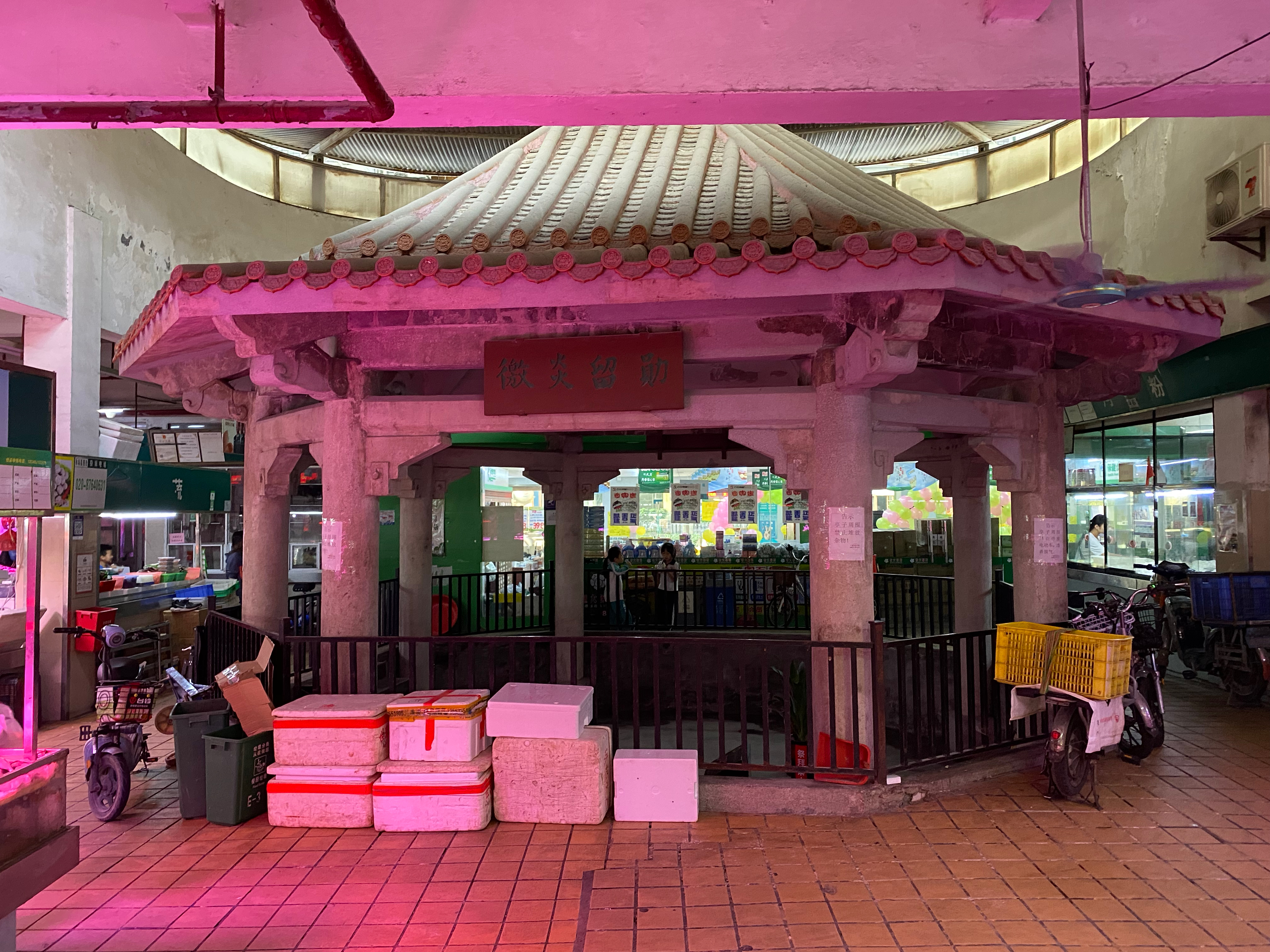
新一军印缅阵亡将士公墓纪功亭，摄于2021年4月

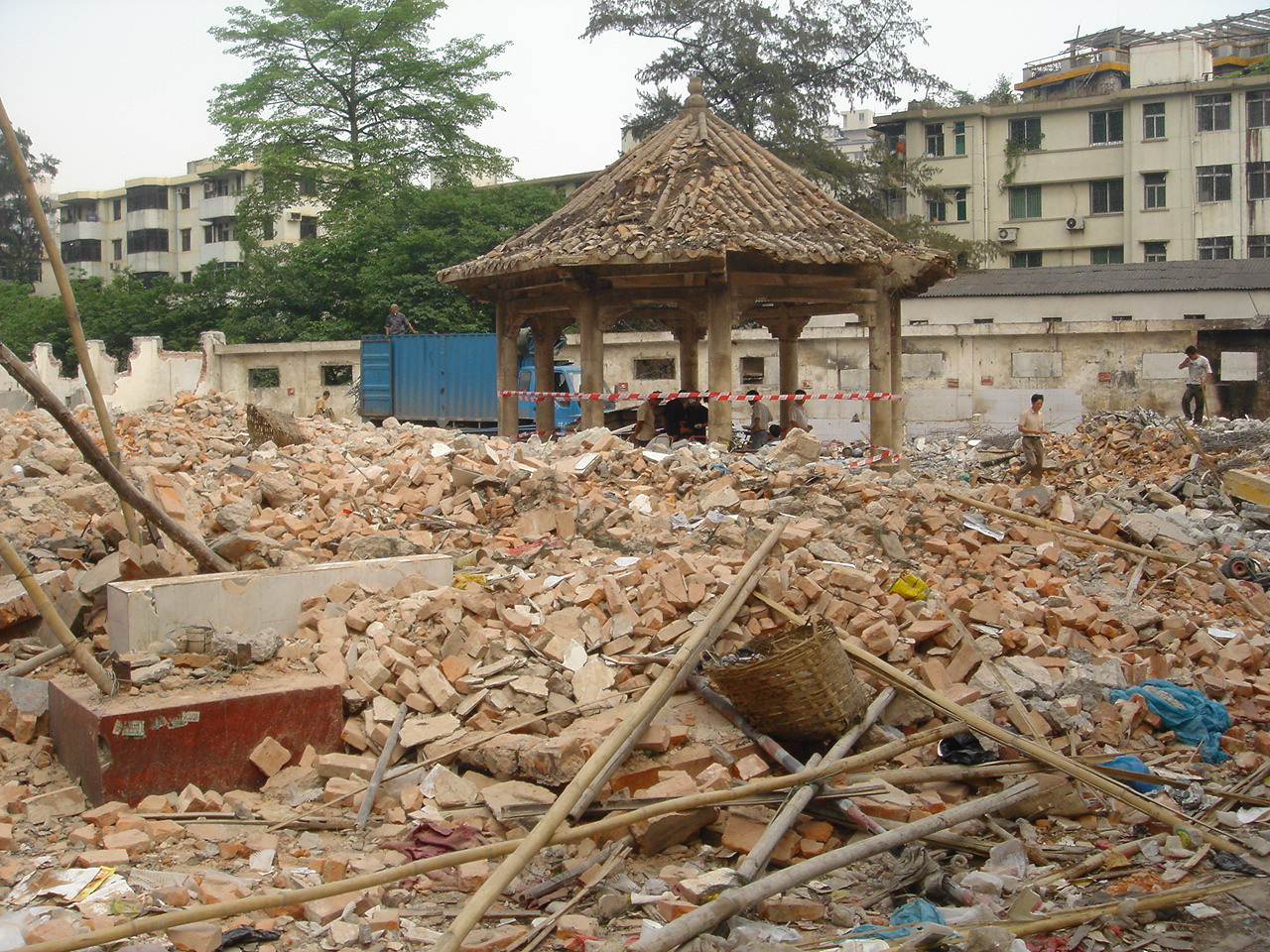
2007年的紀功亭。

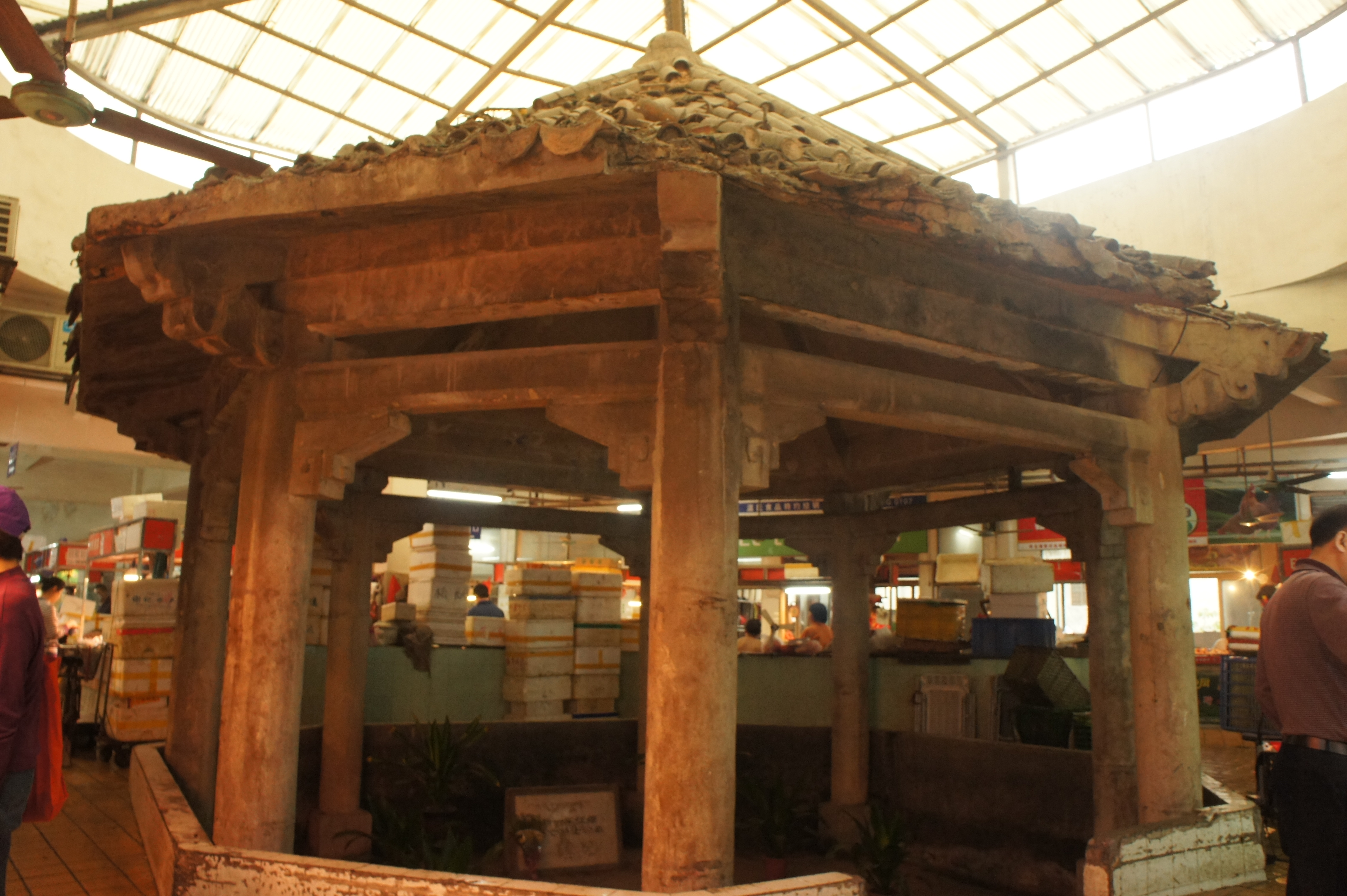
被廣園中綜合市場包圍的紀功亭。

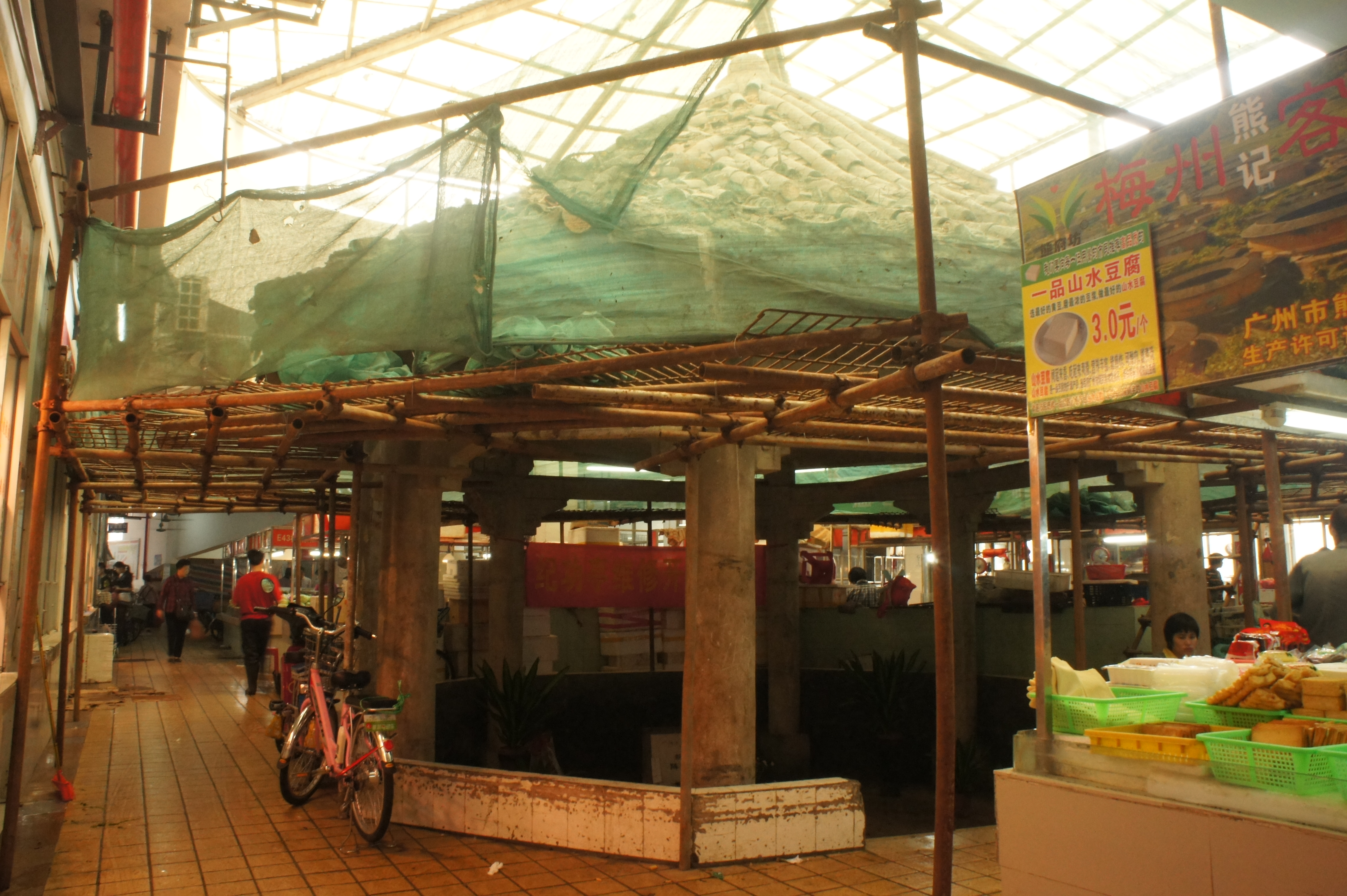
2014年春開展的紀功亭維修工程。

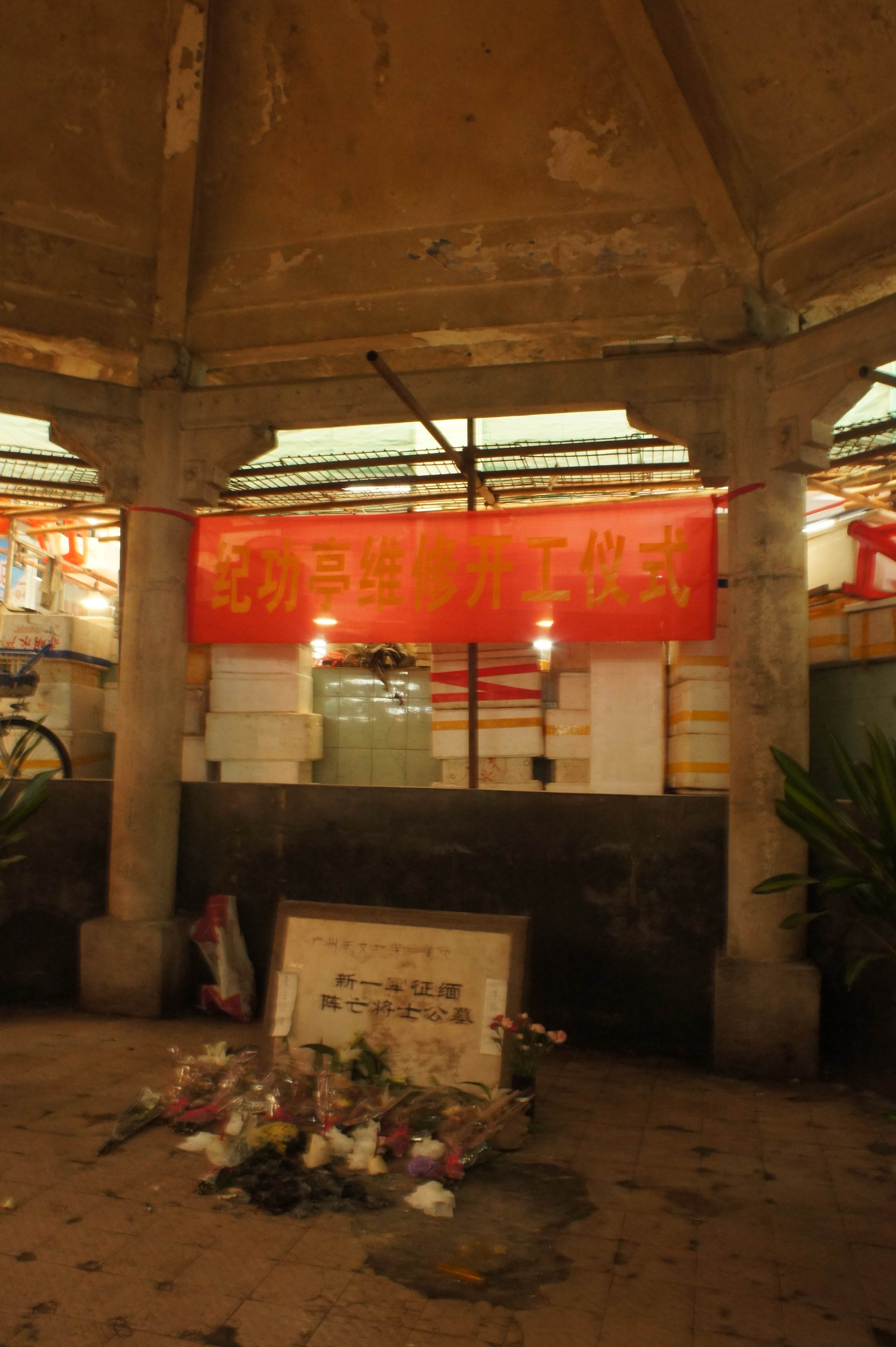
紀功亭內。

1949年中華人民共和國成立後，墓園被中國人民解放軍劃為軍事禁區，改革開放後軍事禁區的大量土地被出租。如今紀功亭被包圍在廣園中綜合市場之內，墓門大牌坊被僭建的違章建築及服裝批發市場的檔口（絕大部分為外地人經營）包圍，當初孫立人的題字、兩座手持衝鋒槍的戰士雕像，早已不見蹤影。與紀功亭、墓門牌坊隔著一條大馬路和一座高架橋的新一軍公墓核心建築，則被阻隔在某部隊的軍事禁區中。
公墓的中軸線北起現今廣園東路2133號的紀念塔殘址，南至濂泉路28號墓門殘址。
1980年代初，佔用方某部在四柱紀念塔的正前方貼身興建了一座五層樓宿舍（隨後改作「恆福酒店」），由於四柱紀念塔無比堅固，無法清拆，某部就利用紀念塔的四根巨柱，在四柱紀念塔內僭建了五層公廁。
文化大革命期間，公墓遭受破壞。
原本倒映著紀念塔和銅鷹的兩方人工池塘，早就被填作馬路，「帶河橋」亦了無蹤影。
紀功亭長期處於肉菜市場（街市）之中。在2007年，菜市場「升級改造」，原有的簡易建築被全部清拆，紀功亭暫時重見天日，可在馬路邊見到。但後來再次被新建的市場大樓（廣園中綜合市場）包圍，陷進了一個深1米的八角形大坑中，而建築方在此時甚至把原有的戰史室也全部推倒。
2010年，軍區某部將「恆福酒店」擴建為「凱港精品酒店」，建築面積大增。目前，新一軍公墓的核心建築四柱紀念塔繼續被凱港精品酒店阻擋。由於紀念塔位於「軍事禁區」內，故普通民眾根本無法進入拜祭抗日英烈。然而，只要入住「凱港精品酒店」，即可從上方清晰看見整個「軍事禁區」和紀念塔。
紀念塔下原有的方形大台基均被填埋湮沒；紀念塔中部骨灰安放室四外立面的遼宁青石紀念碑和大理石抗日陣亡將士名單碑刻等則被徹底破坏、移除。紀念塔上的銅鷹據說在1950年代就已經被盜毀。

## 修復計劃
1993年，在台老兵組成的「中華民國駐印軍印緬抗日戰友協會」到廣州，與廣州市人民政府、廣州市政協及部隊磋商，終於將僭建在四柱紀念塔上的五層廁所拆除，並把已從中間折斷的「陸軍新編第一軍印緬陣亡將士紀念塔」青石紀念碑找回恢復，但因紀念塔正面已被「恆福酒店」擋死，只能將石碑鑲嵌在四柱紀念塔的背面。同年（1993年），廣州市人民政府將公墓列為廣州市市級文物保護單位。
戰友協會與市府、政協與當地駐軍討論多次，1993年3月31日達成多項協議：
1. 駐軍解放軍五四〇六九部隊，五年內搬遷他處。
2. 市府文化局拆除公墓正前方（南面）五層樓駐軍營房，背面樓房一棟（北面）。恢復墓地坐北向南方位。
3. 戰友協會再捐助叁百萬，分三期付款（已付清一百萬）。

楊一立稱，在當年協商時，部隊已承諾拆掉宿舍（「恆福酒店」），讓紀念塔能重見天日，戰友協會則答應贊助300萬新台幣，而楊一立本人則已當場支付100萬元。可是，某部在拆卸廁所後並沒有履行承諾清拆宿舍。後來更加被改建成「恆福酒店」。而紀念塔上的「公廁痕跡」至今還清晰可見。
楊一立指出，孫立人生前一直很關心埋骨廣州的袍澤，交代舊部們到大陸了解狀況，希望能修復公墓。孫立人曾經說過，要把各地被毀棄的新一軍公墓都恢復起來，因為「這是我們的責任」。
戰友協會老兵後來仍多次請願，2005年國家信訪局罕有回應稱「向抗日英雄致敬」，但仍無實際行動。
2012年，傳出廣州市人民政府計畫將公墓倖存建築物全部清拆，遷到黃埔區長洲島上。長期從事新一軍公墓研究的學者盧潔峰指出，根據《中華人民共和國文物保護法》的相關規定，歷史文物以原地保護為主；確需搬遷，則必須整體移動。而四柱紀念塔和豎井墓穴是連為一體的，且體積龐大，除非鋸成碎塊，否則根本不可能搬走，因此「搬遷」實為拆毀公墓。楊一立也寄了一封信給當時新任中共廣東省委書記的胡春華，呼籲當局履行當年的承諾，在原地保存、修復公墓建築物。他表示，未來軍營說不定會配合市區發展搬走，紀念碑或許有重見天日的機會，但如果現在把公墓拆光，「就永遠沒有了！」
2013年，盧潔峰把多年收集的詳盡的公墓歷史檔案和四柱紀念塔下埋有1.7萬餘名印緬抗戰陣亡將士的消息上報中共廣東省委，有關部門專題調研後決定：廣州新一軍公墓必須原地保護，前遷新一軍公墓之議，違反《中華人民共和國文物保護法》。盧潔峰建議：先修復完全不涉及徵地拆遷的紀功亭和墓門大牌坊。讓海峽兩岸人民有一個紀念、拜祭中國駐印軍印緬抗戰陣亡將士的場所。

## 外部連結
- 新一軍公墓碧血摧殘（盧潔峰）